# Bill Lee (Musiker)
William „Bill“ James Edwards Lee III (* 23. Juli 1928 in Snow Hill, Alabama; † 24. Mai 2023 in Brooklyn, New York) war ein US-amerikanischer Komponist und Bassist des Modern Jazz.

## Leben und Wirken
Lee wuchs als Sohn eines Musikerpaares auf. Als Achtjähriger lernte er Schlagzeug, wechselte mit elf Jahren zur Flöte und später zum Kontrabass.
1952 zog er nach Chicago, wo er mit Johnny Griffin, Clifford Jordan, Andrew Hill, John Gilmore und George Coleman spielte.
1959 zog er nach New York, arbeitete kurzfristig in der Band von John Coltrane und war an Einspielungen von Ray Bryant, Frank Strozier, John Handy, Philly Joe Jones oder Harold Mabern beteiligt. 1968 gründete er den New York Bass Violin Choir, zu dem noch Lisle Atkinson, Michael Fleming, Milt Hinton, Richard Davis, Ron Carter und Sam Jones gehörten. Er gehörte zur Band von Stanley Cowell und nahm mit Clifford Jordan auf. Auch war er als zweiter Bassist an mehreren Einspielungen von Richard Davis beteiligt (Forest Flowers, With Understanding). Weiterhin arbeitete er als Studiomusiker und begleitete etwa Aretha Franklin, Odetta, Josh White, Judy Collins, Phyllis Hyman und Bob Dylan.
Er hat den Soundtrack für Spike Lees Filme Nola Darling, School Daze, Do the Right Thing und Mo’ Better Blues  geschaffen. Weiterhin war er der Komponist von Folk-Jazz-Opern wie The Depot, Baby Sweets oder Little Johnny.

## Familie
Bill Lee war mit Jacqueline Shelton verheiratet. Er war Bruder der Pianistin Consuela Lee sowie der Vater der Schauspielerin Joie Lee und des Regisseurs Spike Lee.

## Diskographische Hinweise
- The Descendants of Mike and Phoebe: A Spirit Speaks
- The Brass Company: Colors & Glass Bead Games
- New York Bass Violin Choir (Strata East)
- Richard Davis: On Philosophy of the Spiritual (Buddah)
- Richard Davis: With Understanding (Muse)
- Clifford Jordan: Drink Plenty Water (ed. 2023)

## Lexigraphische Einträge
- Leonard Feather, Ira Gitler: The Biographical Encyclopedia of Jazz. Oxford University Press, New York 1999, ISBN 0-19-532000-X.